# Стратонешти (Дамбовица)
Стратонешти (рум. Stratonești) насеље је у Румунији у округу Дамбовица у општини Ваља Маре. Oпштина се налази на надморској висини од 318 m.

## Становништво
Према подацима из 2002. године у насељу је живело 73 становника.

### Попис2002.
| Расподела становништва по националности 2002.‍ | Расподела становништва по националности 2002.‍ | Расподела становништва по националности 2002.‍ | Расподела становништва по националности 2002.‍ | Расподела становништва по националности 2002.‍ |
| --------------------------------------------- | --------------------------------------------- | --------------------------------------------- | --------------------------------------------- | --------------------------------------------- |
|                                               |                                               |                                               |                                               |                                               |
| Румуни                                        | Румуни                                        |                                               | 33                                            | 45,2%                                         |
| Роми                                          | Роми                                          |                                               | 40                                            | 54,8%                                         |